# Onésimo Silveira
Onésimo Silveira (Mindelo, 1935 - 29 de abril de 2021) foi um político, diplomata, escritor e tradutor de Cabo Verde. É considerado um dos mais proeminentes da elite literária de Cabo Verde.

## Biografia
Nasceu em 1935 na ilha de São Vicente e estudou em Uppsala, na Suécia durante a década de 1960, depois de ter passado um período na China. Fez o doutoramento em Ciências Políticas, pela Universidade de Uppsala (Suécia), em 1976, ano em que começou a trabalhar na sede das Nações Unidas, em Nova Iorque.
Foi crucial para o início do trabalho de solidariedade com o Partido Africano para a Independência da Guiné e Cabo Verde (PAIGC).
Foi embaixador de Cabo Verde em Portugal, em 2002, e o primeiro presidente da Câmara Municipal do Mindelo, em 1992.
Em 2012 recebeu o Doutoramento Honoris Causa pela Universidade do Mindelo, em Cabo Verde.
Faleceu em 29 de abril de 2021, vítima de doença prolongada.